# 2-я церемония «Грэмми»
2-я церемония вручения премий «Грэмми» состоялась 29 ноября 1959 года в городах Лос-Анджелес и Нью-Йорк по итогам прошедшего 1959 музыкального года.

## Основная категория
- Запись года
  - Бобби Дарин за запись «Mack the Knife»

- Альбом года
  - Фрэнк Синатра за альбом «Come Dance with Me!»

- Песня года
  - Jimmy Driftwood за песню «The Battle of New Orleans».

- Лучший новый исполнитель
  - Бобби Дарин

## Джаз

### Лучшее сольное джаз-исполнение
- Элла Фицджеральд — «Ella Swings Lightly»

## Кантри

### Лучшее кантри- и вестерн-исполнение
- Johnny Horton — «The Battle of New Orleans»

## Классическая музыка

### Лучшее классическое исполнение — инструментальным сольным исполнителем (с оркестром)
- Кирилл Петрович Кондрашин (дирижёр), Ван Клиберн & the Symphony of the Air Orchestra — «Концерт для фортепиано с оркестром № 3 (Рахманинов)»

## Поп

### Лучшее женское вокальное поп-исполнение
- Элла Фицджеральд — «But Not for Me»

### Лучшее мужское вокальное поп-исполнение
- Фрэнк Синатра — «Come Dance with Me!»

## Фолк

### Лучшее фолк-исполнение
- The Kingston Trio — «The Kingston Trio at Large»